# Eyholz

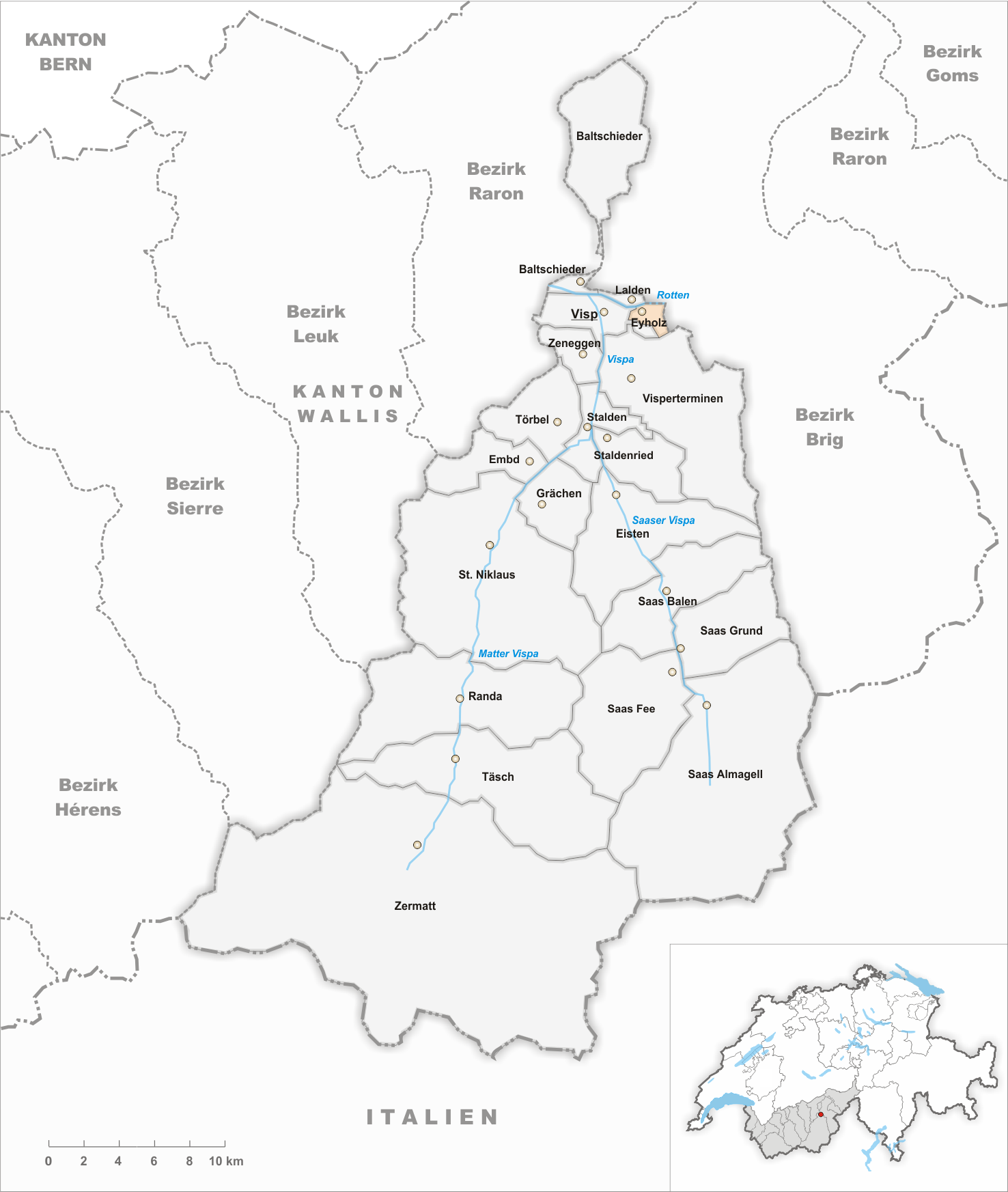
Gemeindestand vor der Fusion am 1. Oktober 1972

Eyholz ist ein Dorf der politischen Gemeinde Visp im Walliser Bezirk Visp.
Bis zum 30. September 1972 war Eyholz eine eigenständige Gemeinde, bevor es mit der Gemeinde Visp fusionierte.

## Geographie
Eyholz liegt östlich von Visp an der Hauptstrasse 9, die Visp mit Brig verbindet. Das Dorf wird durch den Rotten von Lalden und Brigerbad getrennt. Parallel zum Fluss verlaufen die doppelspurige Simplonstrecke und die Matterhorn-Gotthard-Bahn. Letztere betreibt in Eyholz eine Haltestelle.
Durch die südliche Lage im Rhonetal scheint in Eyholz vom 31. Oktober bis 10. Februar keine Sonne.
Die Seilbahn von Eyholz auf das Gebidem 2300 m ü. M. wurde ursprünglich von der Schweizer Armee betrieben, um eine militärische Anlage auf dem Gebidem zu erreichen. Die dazugehörige 75 Meter hohe Richtstrahlantenne gehörte jedoch der Swisscom.
2011 brannte ein großer Teil des Waldes oberhalb von Eyholz. Zehn Jahre nach dem Brand hat sich der Wald regeneriert, aber die ursprüngliche Schutzfunktion ist noch nicht wiederhergestellt. Trockenheitsresistente Baumarten wurden gepflanzt, um dem Klimawandel zu begegnen. Die Waldverjüngung schreitet gut voran, aber es dauert noch über ein Jahrhundert, bis der Wald stabilen Schutz bietet. Der Brand hat jedoch auch neue Lebensräume für gefährdete Vogelarten wie den Gartenrotschwanz und Wendehals geschaffen. Trotz der Schäden bieten die neuen Ökosysteme Chancen für die Biodiversität.

## Bevölkerung
| Jahr      | 1850 | 1900 | 1950 | 1970 |
| Einwohner | 173  | 213  | 448  | 446  |

## Bilder

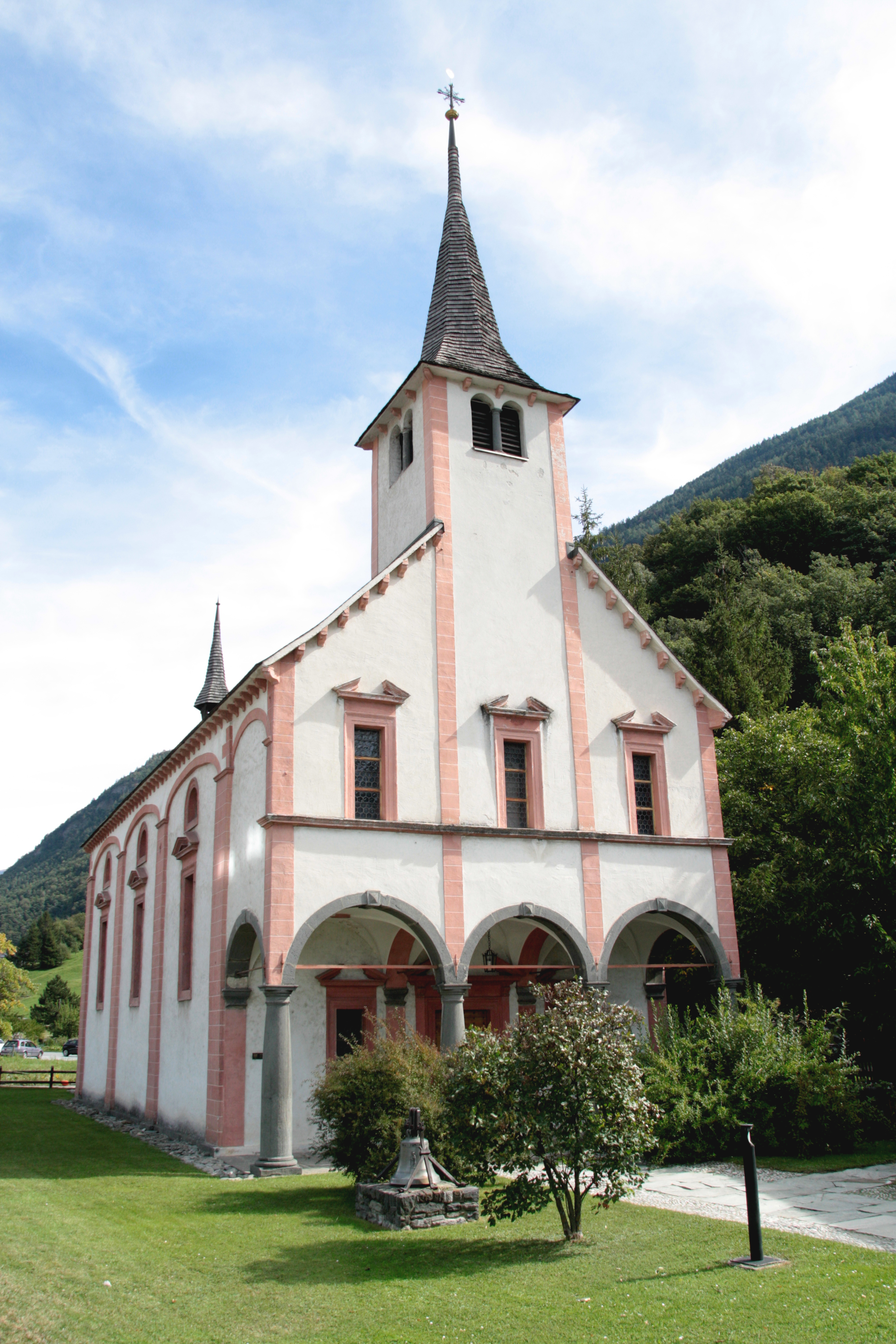
Kapelle Maria Himmelfahrt
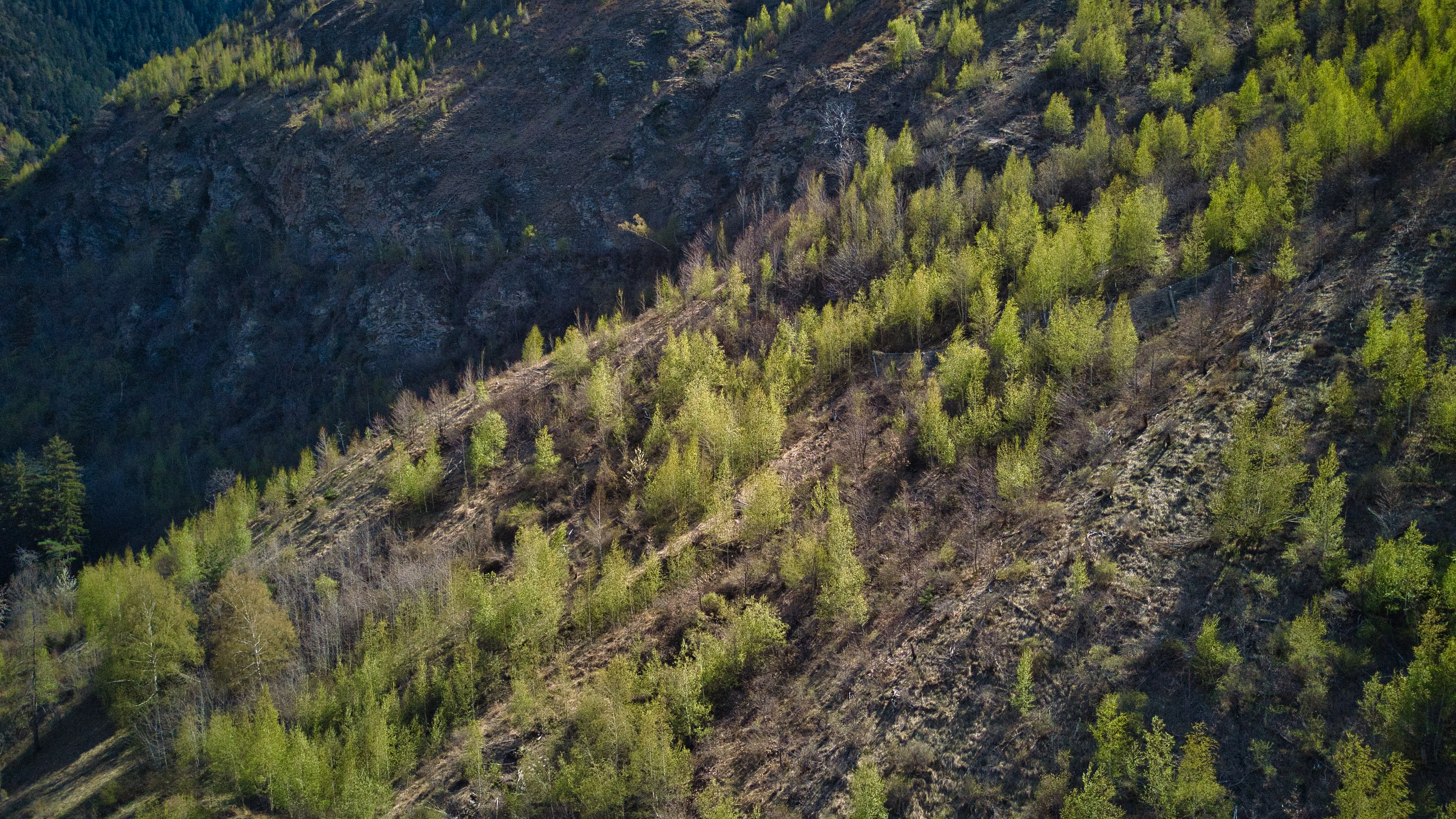
Junger Wald nach dem Waldbrand 2011
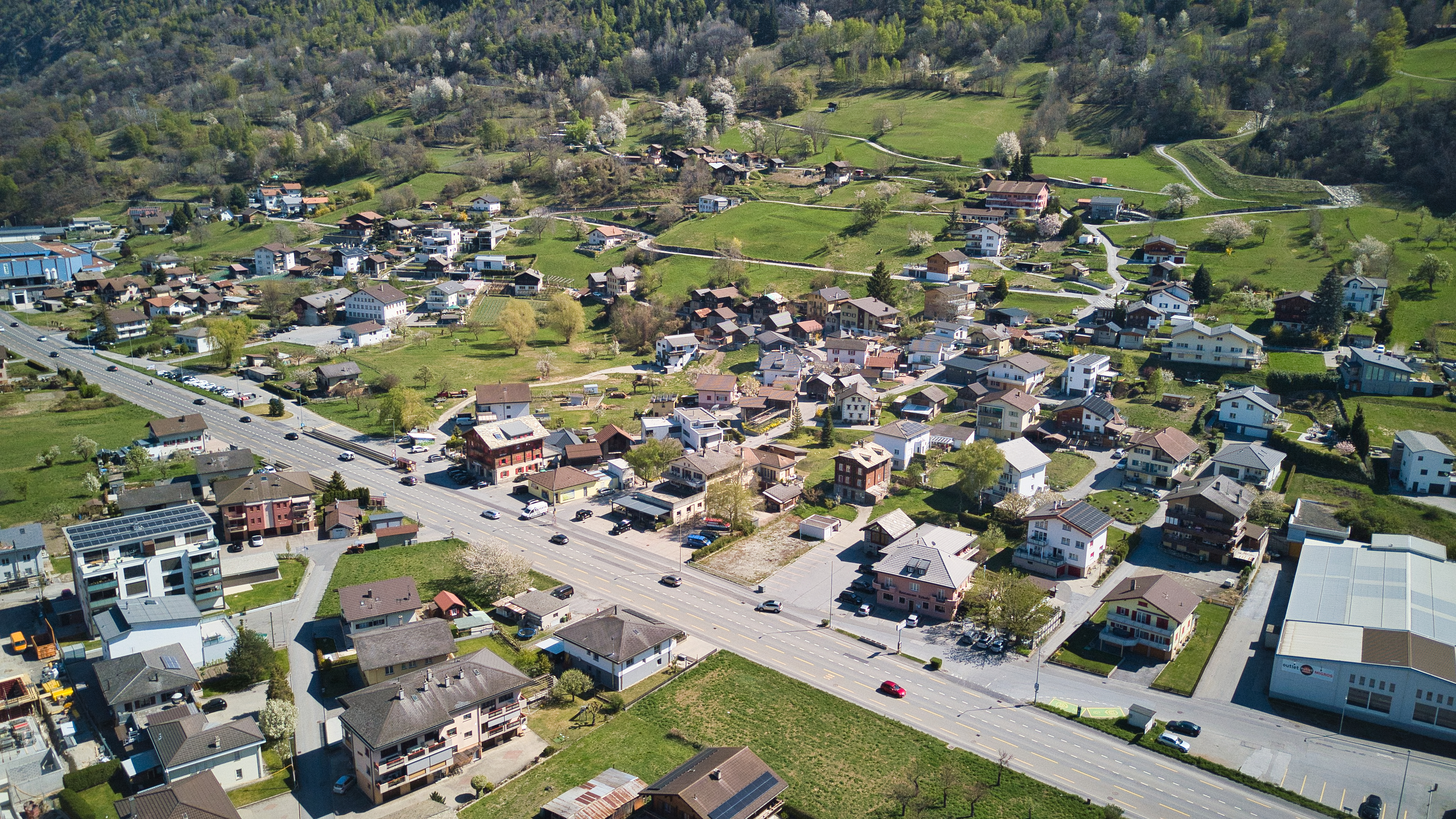
Dorf Eyholz, 2025

## Söhne und Töchter des Ortes
- Stefanie Heinzmann (* 1989), Sängerin
- Fabian Heldner (* 1996), Eishockeyspieler